# کوناجیک
کوناجیک (به ترکی استانبولی: Konacık) شهری است در کشور ترکیه که در استان موغله واقع شده‌است. جمعیت این شهر بر اساس سرشماری سال ۲۰۰۸ میلادی ۸٬۷۷۵ نفر و بر اساس برآوردهای سال ۲۰۰۹ میلادی ۸٬۸۳۳ نفر می‌باشد.